# Robin Dahlstrøm
Robin Dahlstrøm (* 29. Januar 1988 in Oslo) ist ein norwegischer Eishockeyspieler, der seit 2017 bei den Storhamar Dragons in der GET-ligaen unter Vertrag steht.

## Karriere
Dahlstrøm begann seine Karriere als Eishockeyspieler in der Jugendabteilung des Vålerenga IF und spielte dort bereits als 16-Jähriger für die U19-Mannschaft. Anschließend wechselte er zu Frisk Asker, für die er in der Saison 2005/06 sein Profidebüt in der UPC-ligaen, der heutigen GET-ligaen, gab. Ein Jahr später konnte er sich einen festen Kaderplatz in der höchsten norwegischen Liga sichern und er bestritt 43 Spiele für Frisk Asker. In den folgenden Spielzeiten konnte er auch seine Punktausbeute steigern, sodass er zwischen 2008 und 2010 die reguläre Saison stets mit über 30 Punkten abschloss.
Im April 2010 wechselte Dahlstrøm, nach sechs Jahren bei Frisk Asker, innerhalb der Liga zu den Sparta Warriors, wo er anschließend mit 40 Punkten aus 45 Spielen seine bisher produktivste Saison spielte. In den Play-offs konnte er schließlich mit dem Team seinen ersten norwegischen Meistertitel gewinnen.
Zur Saison 2011/12 wechselte der Flügelspieler in die schwedische HockeyAllsvenskan und unterzeichnete einen Einjahresvertrag mit dem IF Troja-Ljungby, den er anschließend um eine weitere Saison verlängerte. Am 5. Mai 2013 wechselte er schließlich in die höchste schwedische Liga, die Svenska Hockeyligan, und schloss sich dem Aufsteiger Örebro HK an. Dieser verlieh ihn im Oktober 2014 an den Zweitligisten HC Vita Hästen, wo er die Saison beendete. Nachdem er die nächsten Jahre beim Lørenskog IK, mit dem er 2016 norwegischer Vizemeister wurde, dem schwedischen AIK Ishockey und den dänischen Herning Blue Fox verbrachte, steht er seit 2017 bei den Storhamar Dragons in der heimischen GET-ligaen auf dem Eis.

### International
Auf internationaler Ebene vertrat Robin Dahlstrøm sein Heimatland erstmals bei der U18-Junioren-Weltmeisterschaft der Division I 2005 und erreichte mit der Mannschaft den Aufstieg in die Top-Division. Dort stand er 2006 erneut für die U18-Nationalmannschaft auf dem Eis. Die U20-Junioren vertrat er bei den Junioren-Weltmeisterschaften 2007 und 2008 in der Division I.
Für die Herren-Nationalmannschaft wurde er erstmals bei der Weltmeisterschaft 2013 für ein internationales Turnier nominiert. Auch 2014, 2015 und 2016 nahm er mit den Skandinaviern an der Weltmeisterschaft teil. Zudem vertrat er seine Farben bei den Olympischen Winterspielen 2014 in Sotschi.

## Erfolge und Auszeichnungen
- 2005 Aufstieg in die Top-Division bei der U18-Weltmeisterschaft der Division I, Gruppe B
- 2011 Norwegischer Meister mit den Sparta Warriors

## Statistik
(Stand: Ende der Saison 2016/17)